# كان (نرمندية)
كانْ أو كَن بدون لفظ النون بالفرنسية، (بالفرنسية: Caen) (
تنطق بالفرنسية: [kɑ̃]
) هي مدينة فرنسية في الشمال الغربي من البلاد. كا هي محافظة في إقليم كلفادوس وعاصمة منطقة نرمندية السفلى وتبعد ب15 كيلومتر (9.3 ميل) عن بحر المانش.
تعرف كان ببناياتها المشيدة في عهد ويليام الفاتح المدفون بها و معركة كان المدمرة التي دارت رحاها قرب المدينة خلال غزو نورماندي في 1944 والتي قضت خلالها معظم المدينة.
تقع كان في مركز المنطقة الشمالية على بعد ساعتين من باريس ومربوطة بجنوب إنجلترا عبر خط العبارات (أويسترهام-بورتسموث) وتسيطر على الحياة السياسية والثقافية والاقتصادية لتيك المنطقة.
كمدينة ويليام الفاتح، فهي ذات تراث عريق، فقد مالت على مدى قرون طويلة حتى نهاية الحرب العالمية الثانية، حيث كانت أيضا إحدى المراحل الرئيسية لمعركة نورماندي. حافظت المدينة على ذاكرتها من خلال بناء نصب تذكاري للسلام.
بموقعها القريب من الشاطئ توفر المدينة كافة سبل الراحة والاستجمام بواسطة محطاتها السياحية على طول شاطئ هبوط قوات الحلفاء في معركة نورماندي.
تعدّ كان المدينة الرئيسية في باس نورماندي بساكنة تقدر ب 113249 نسمة ورائدة منطقة كا الحضرية التي بلغ عدد سكانها في 2006 420000 نسمة وهي المدينة الثالثة من حيث عدد السكان في نورمندي بعد روان ولو هافر.

## رموز المدينة

### الشعار
الشعار الحالي :
« غولس، قلعة ذات برج ذهبي واحد، بها نوافذ واسطبل. »
في عهد حكم أترافي : عبر فيس، غولس وأزورا، ثلاث وردات زنبق ذهبية.
في عهد الإمبراطورية الفرنسية الأولى, من غولس، قلعة ذات برج ذهبي واحد، رائدة المدن الإمبراطورية الجيدة (من غولس، ثلاث نحلات من ذهب).

الختم في عهد حكم أترافي.
ختم اقترحه نابوليون في 1809 ورفضه عمدة المدينة[8].
الختم في عهد الإمبراطورية الفرنسية الأولى.
<center<الختم الحالي..

### الموتو
لم يعد للمدينة موتو منذ الثورة الفرنسية ولكن كان لها في السابق:
« Un Dieu, un Roi. Une Foi, une Loi. »
 (إله واحد، ملك واحد، إيمان واحد، قانون واحد.)

### الرموز
رمز ميناء المدينة هو CN

## التاريخ
في 1346 قاد إدوارد الثالث ملك إنجلترا جيشا كبيرا نحو المدينة قصد احتلالها. في 26 يوليو من نفس العام دخلت قوات الإنجليز المدينة ودمرتها وقتلت نحو 3000 من سكانها وحرقت أغلب المحلات التجارية. خلال الهجوم بحث المهاجمون في أرشيف المدينة فوجدوا مراسلة نورماندي التي احتوت على خطة نورماندية-فرنسية لاجتياح إنجلترا أبرمت في 1339 من قبل فيليب السادس ونورماندي فكانت حجة لإكمال تمويل ودعم الصراع القائم. لم تصمد سوى قلعة كا للهجوم رغم الحصار الذي عانت منه وبعد عدة أيام اتجه الإنجليز نحو الشرق لينتصروا في معركة كريسي.

### ما بعد الحرب

#### صور

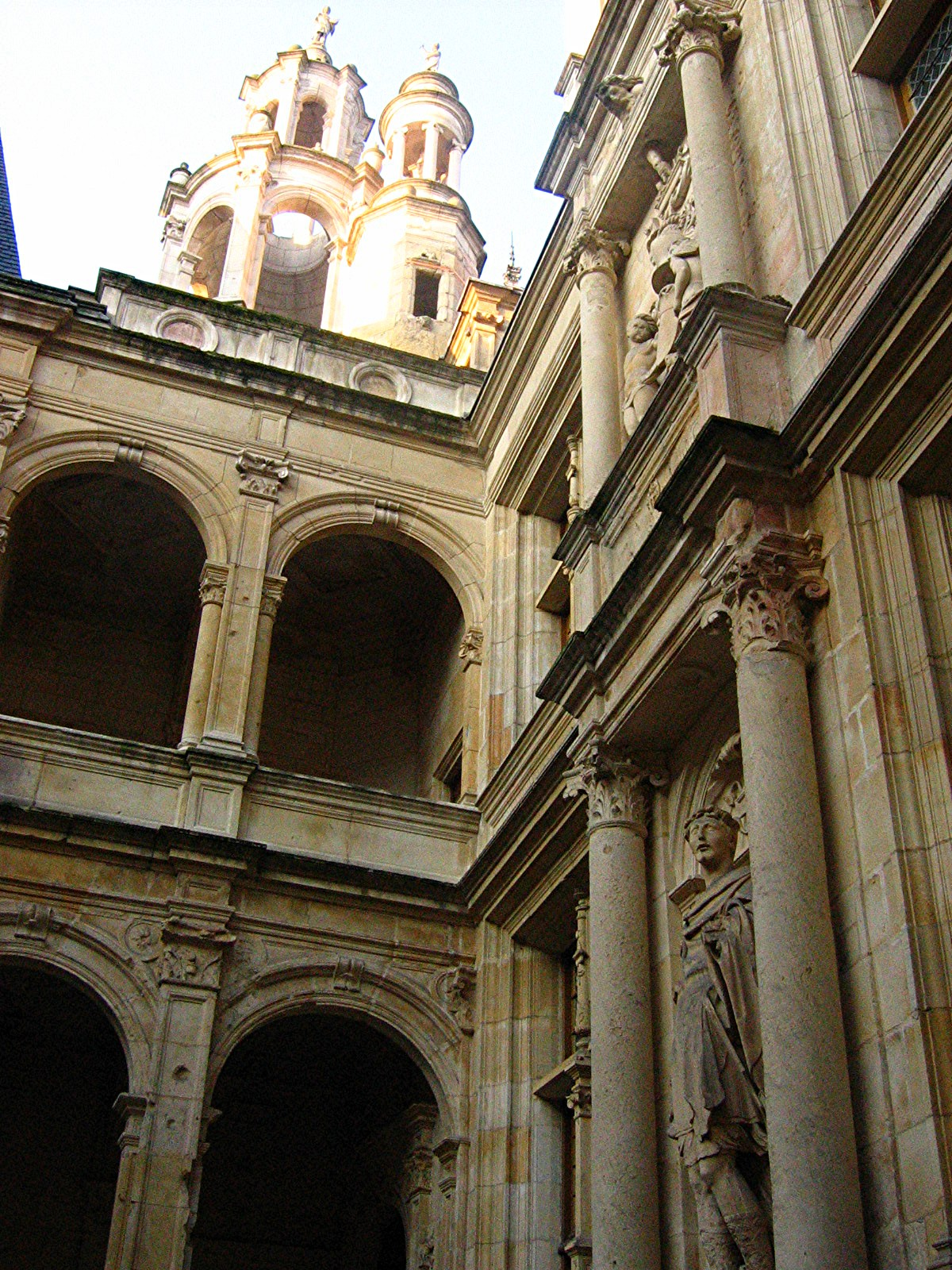
فندق اسكورفيل الذي يعود للقرن السادس عشر
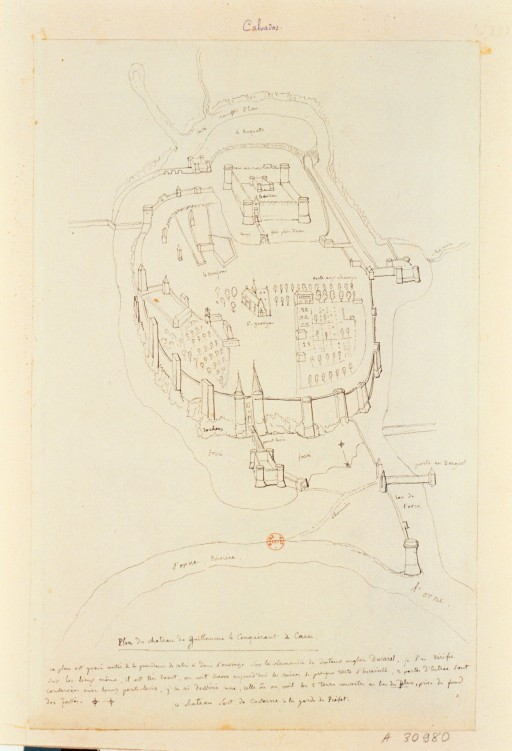
Aخرطة لقلعة كان بمكتبة باريس)
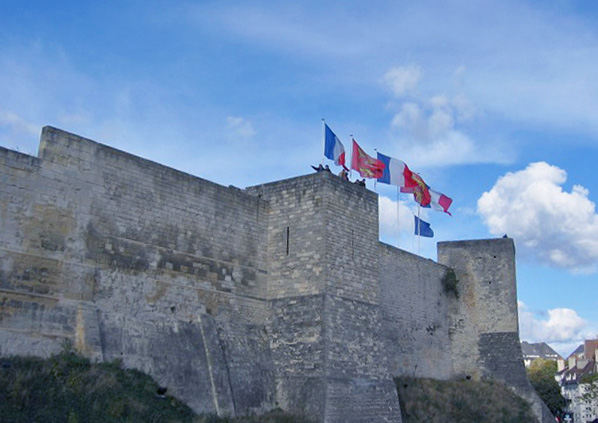
الجدار الجنوبي لقلعة كان
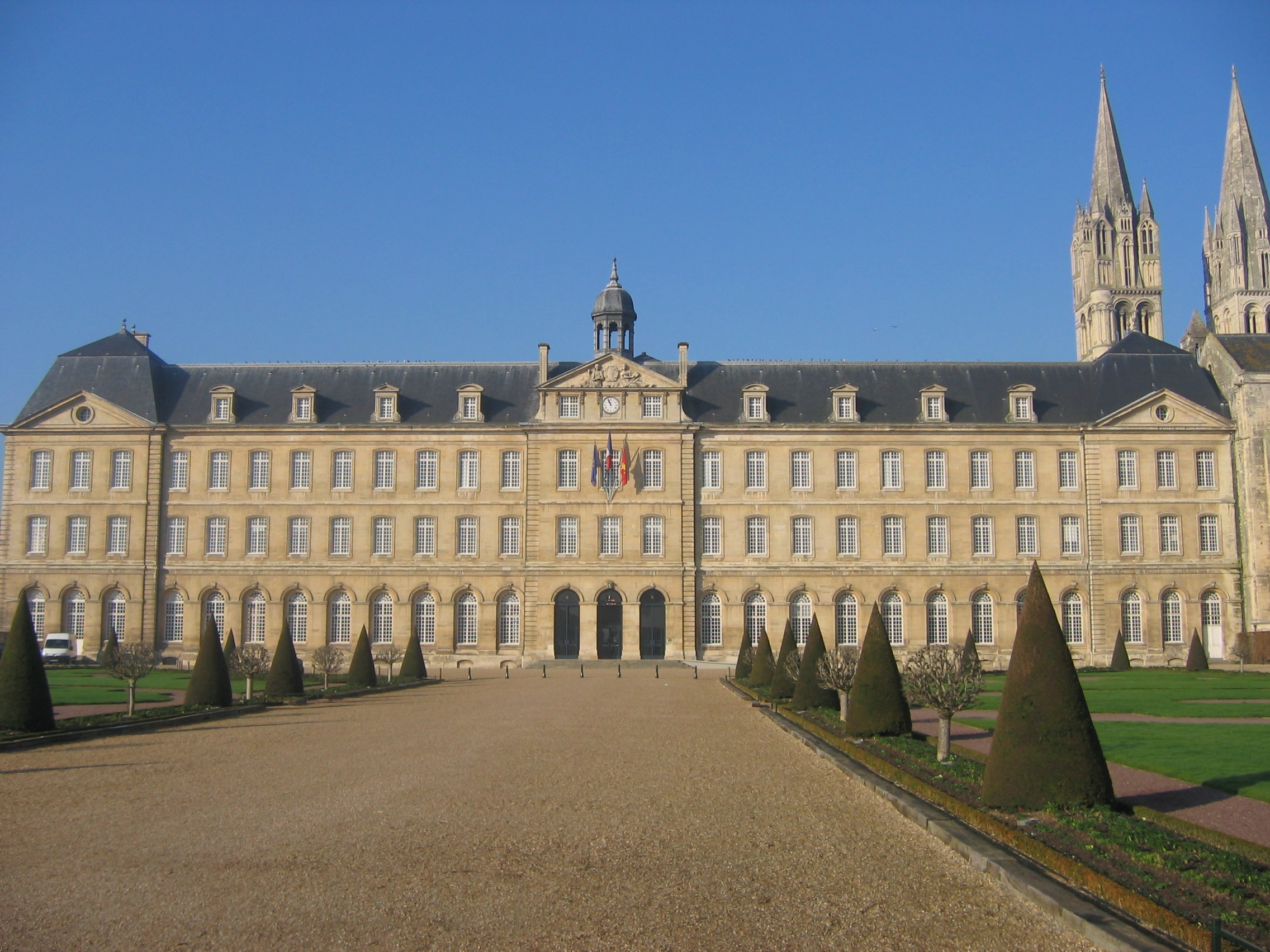
هول المدينة بكان
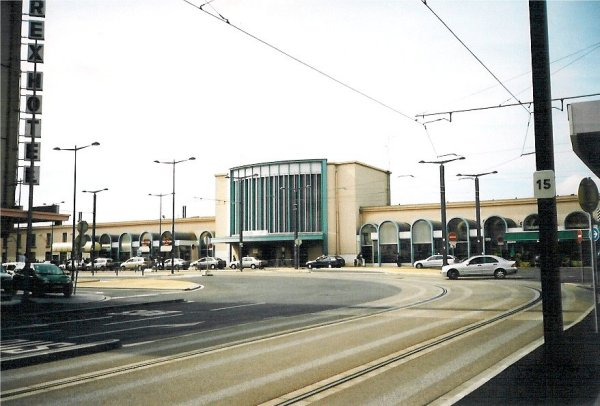
محطة قطار بكان
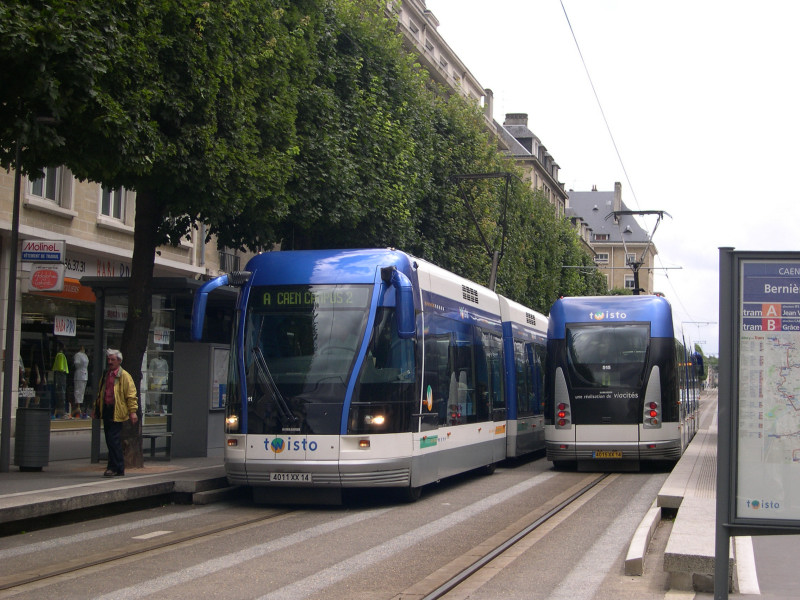
تراموي كان
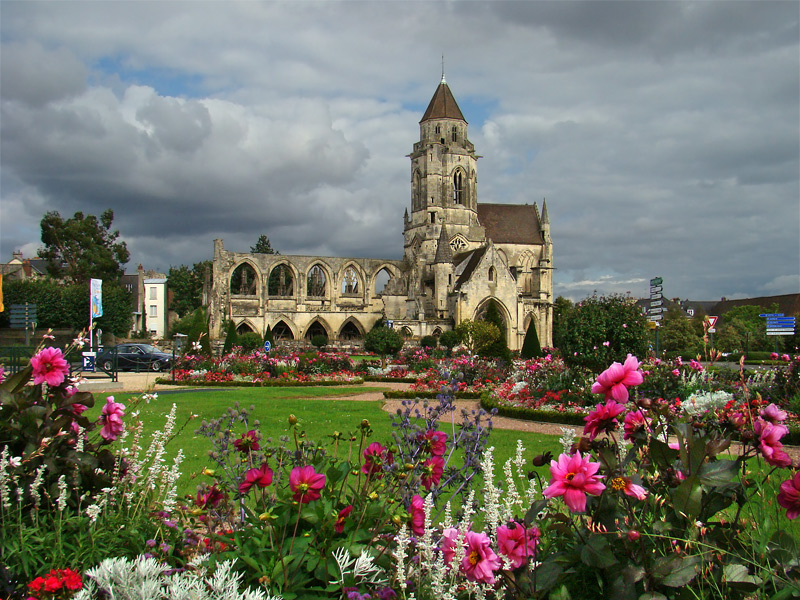
كنيسة سانت ايتيين العجوز

## الجغرافيا
تقع كان في منطقة ذات رطوبة عالية. يتدفق نهر أورن عبر المدينة، وكذلك الأنهار الصغيرة المعروفة باسم les Odons، والتي تم دفن معظمها تحت المدينة لتحسين النظافة الحضرية. يوجد في كان منطقة فيضان كبيرة، تسمى "La prairie"، تقع حول ميدان سباق الخيل، وليست بعيدة عن نهر أورن، الذي يغمره الماء بانتظام.
تقع كان على بعد 10 كيلومترات (6.2 ميل) من بحر المانش. تم بناء قناة (Canal de Caen à la Mer) موازية لنهر أورن في عهد نابليون الثالث لربط المدينة بالبحر في جميع الأوقات.

## النقل
تعدّ وسائل النقل في مدينة كان الأكثر تطورا وذلك بسبب وجود شبكة مواصلات منظمة تخدم معظم المدينة وتصلها بالريف القريب عبر شركة النقل twisto.

## العلاقات الدولية

### مدن شقيقة
- ناشفيل، تينيسي  الولايات المتحدة
- الإسكندرية، فيرجينيا  الولايات المتحدة
- كوفنتري  المملكة المتحدة
- بورتسموث  المملكة المتحدة
- فورتسبورغ  ألمانيا